# La signora del fiume
La signora del fiume (River Lady) è un film del 1948 diretto da George Sherman.
È un western statunitense con Yvonne De Carlo, Dan Duryea e Rod Cameron. È basato sul romanzo del 1942 River Lady di Houston Branch e Frank Waters.

## Produzione
Il film, diretto da George Sherman su una sceneggiatura di D.D. Beauchamp e William Bowers e un soggetto di Houston Branch, Frank Waters, fu prodotto da Leonard Goldstein per la Universal International Pictures e girato nei Colonial Street, Backlot, Universal Studios a Universal City, California, da fine luglio a fine agosto 1947. Il brano della colonna sonora Louis Sands and Jim McGee fu composto da Walter Schumann e Jack Brooks.

## Distribuzione
Il film fu distribuito con il titolo River Lady negli Stati Uniti nel giugno 1948 (première a New York il 20 maggio 1948) al cinema dalla Universal Pictures.
- in Svezia il 13 settembre 1948 (De stora skogarnas folk)
- in Portogallo il 22 marzo 1949 (A Dama do Rio)
- in Francia il 15 giugno 1949 (Le barrage de Burlington)
- in Finlandia il 16 settembre 1949 (Suurten metsien kuningatar)
- in Danimarca il 14 ottobre 1949 (Mississippi)
- in Spagna il 16 aprile 1951 (Río abajo)
- in Germania Ovest il 26 agosto 1952 (Rivalen am reißenden Strom)
- in Austria nel novembre del 1952 (Rivalen am reißenden Strom)
- in Brasile (Astúcia de uma Apaixonada)
- in Italia (La signora del fiume)

## Critica
Secondo il Morandini, il film è "insignificante" e sarebbe stato prodotto solo per essere "al servizio della star della casa" (la De Carlo).